# Hrebenów
Hrebenów (ukr. Гребенiв, ros. Гребенов) – wieś na Ukrainie w Bieszczadach Wschodnich w rejonie stryjskim (do 2020 roku w rejonie skolskim) obwodu lwowskiego na wysokości 492 m n.p.m., 121 km od Lwowa na płd.-zach., 8 km od Skolego. Od północy wieś graniczy z Korostowem i Demnią górą, od płd. z Tuchlą, a od zach. z Koziową.

## Historia
Prywatna wieś szlachecka, położona w województwie ruskim, w 1739 roku należała do klucza Tuchla Lubomirskich.
W 1869 wieś liczyła 231 mieszkańców oraz 47 domów. Pod koniec XIX wieku własność większościową posiadał Eugeniusz hr. Kinsky. Parafia greckokatolicka w miejscu, parafia łacińska w Skolem.
Za II Rzeczypospolitej do 1934 samodzielna gmina jednostkowa, następnie należała do zbiorowej wiejskiej gminy Sławsko. Początkowo w powiecie skolskim, a od 1932 w powiecie stryjskim w woj. stanisławowskim. Latem 1939 zakończono budowę kościoła.
Po wojnie wieś weszła w struktury administracyjne Związku Radzieckiego, aktualnie na Ukrainie. 
Stacja kolejowa Hrebenów na trasie Lwów–Stryj–Skole–Mukaczewo, pierwsza za Skolem w stronę Mukaczewa, na stacji zatrzymują się wszystkie pociągi podmiejskie ze Stryja i Skolego. Wieś położona w dolinie rzeki Opór (ukr. Опiр), do którego wpadają we wsi prawe dopływy: Hrebenowiec, Dereszyn i Zełemianka (ze swoim lewym dopływem Styrski). Tutaj punkt wyjścia wycieczek (szlaki nieoznakowane) na Zełemin (1177 m n.p.m.) – na początku wzdłuż Hrebenowca i Kudrawiec (1244 m n.p.m.) – początek trasy przy mostku samochodowym nad Dereszynem.

Archiwalne widoki miejscowości
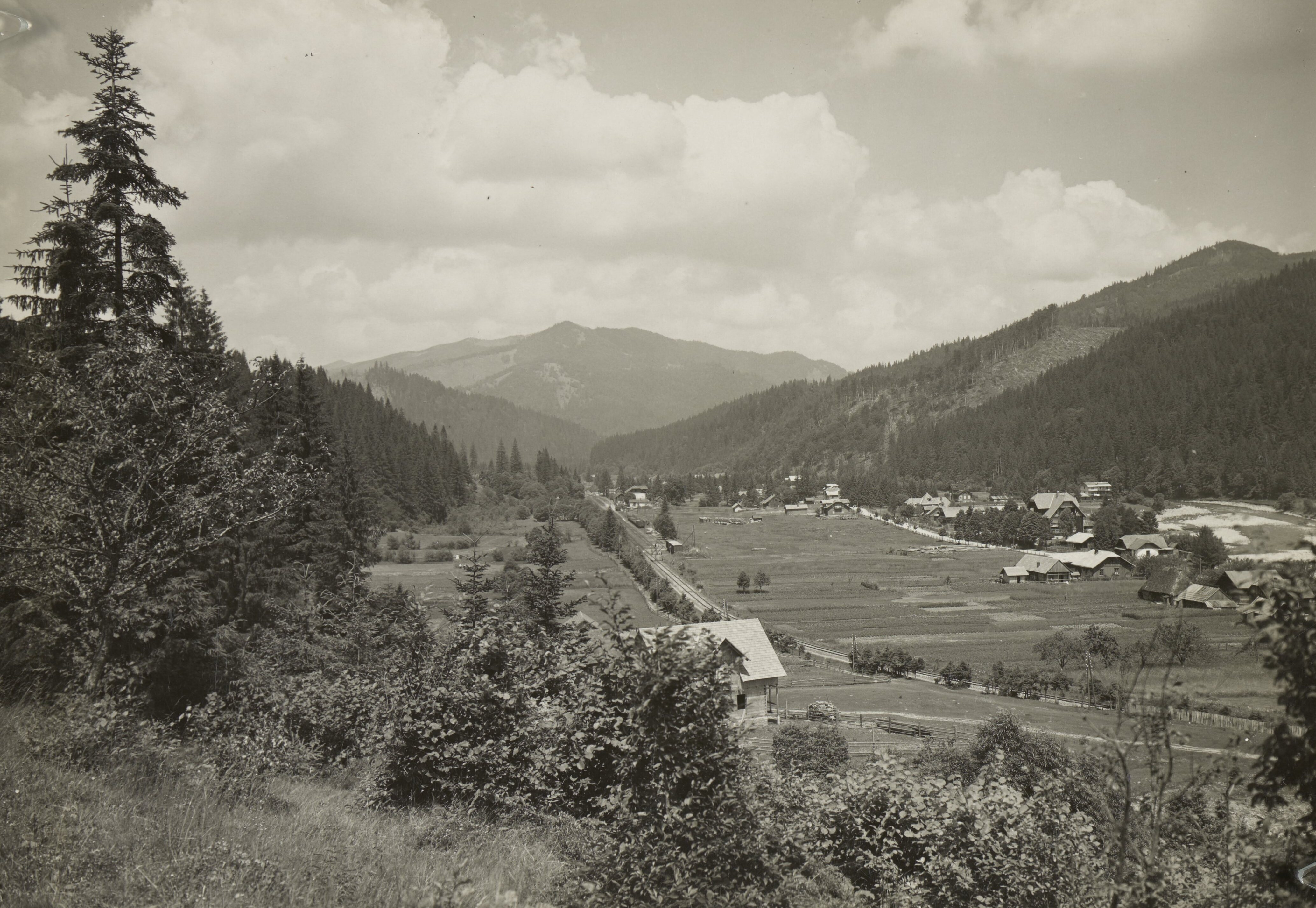
Hrebenów na tle Paraszaki, około 1938
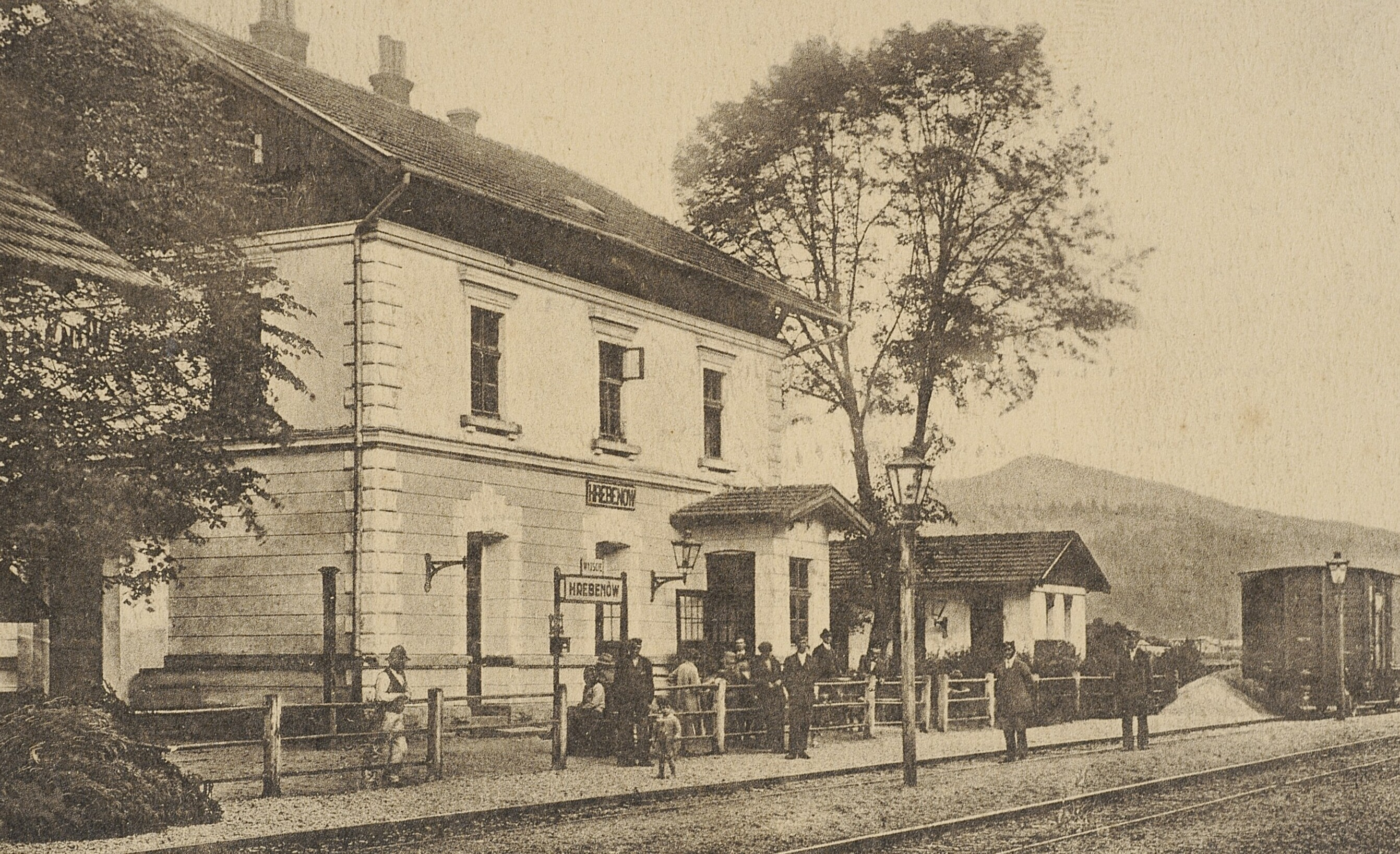
Stacja kolejowa, przed 1929
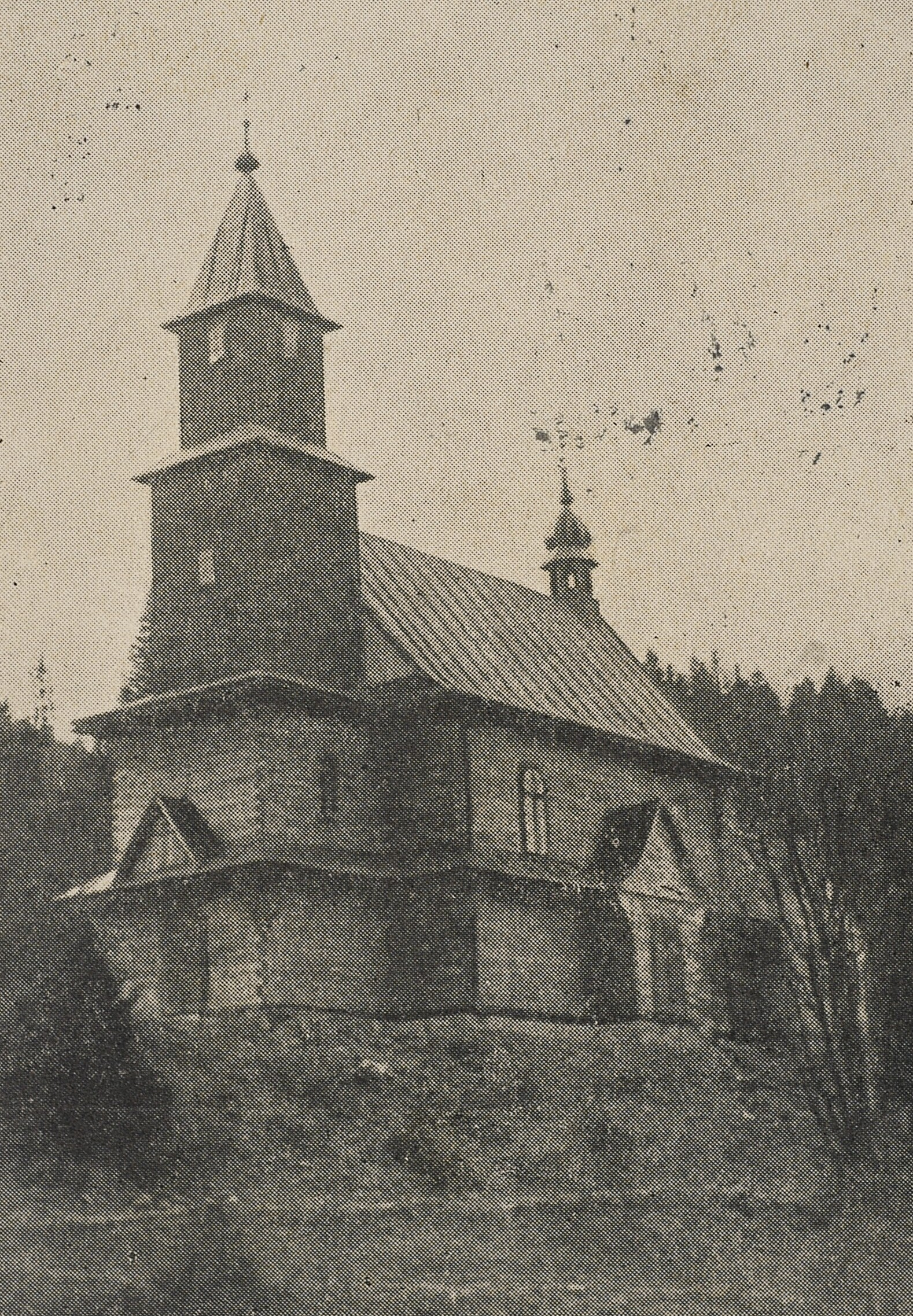
Kościół przed II wojną światową
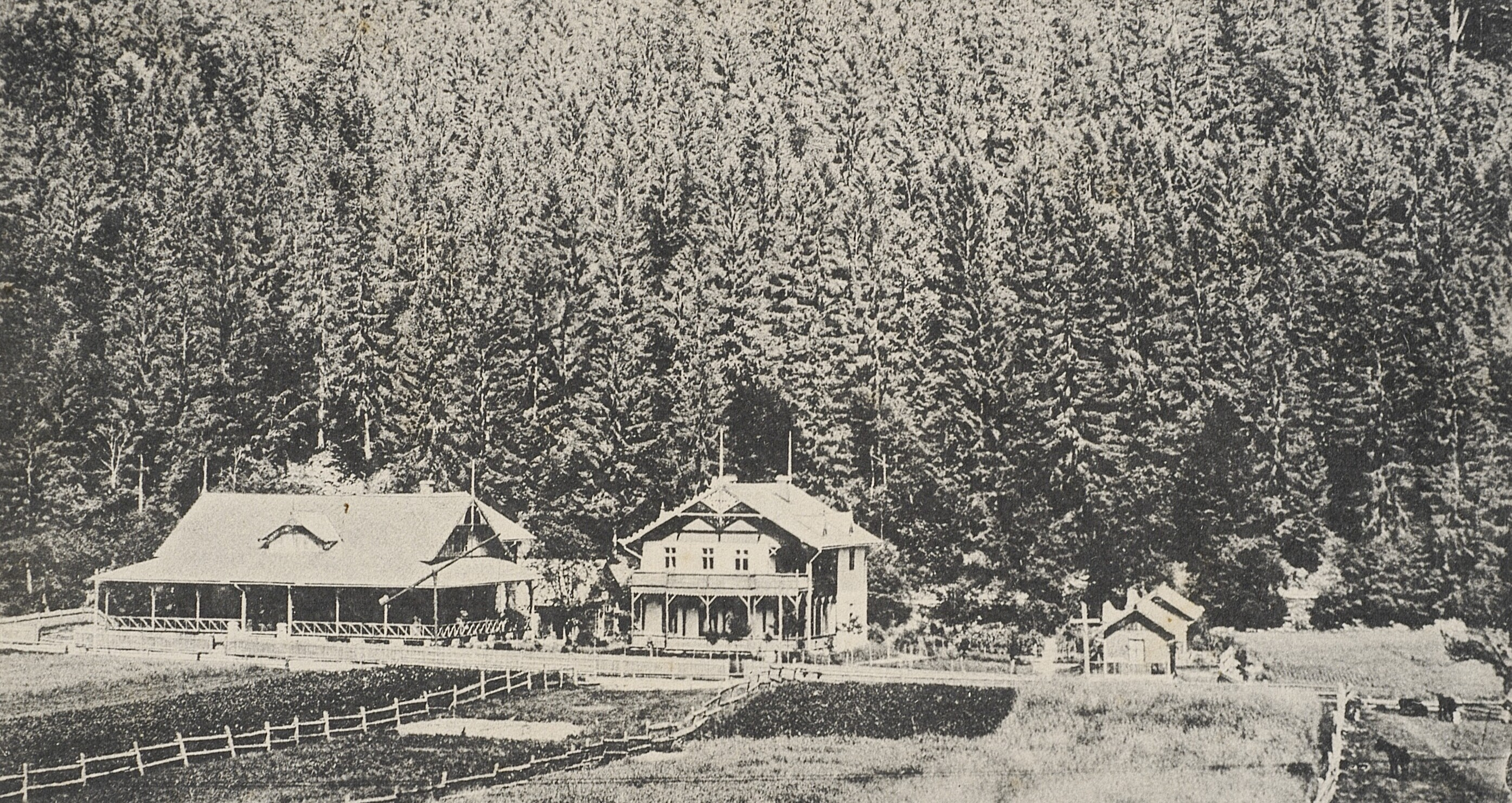
Sanatorium Glińskiego, przed 1906